# 水曜どうでしょうDVD全集
水曜どうでしょうDVD全集（すいようどうでしょうディーブイディーぜんしゅう）では、北海道テレビ放送（HTB）制作のバラエティ深夜番組『水曜どうでしょう』（1996年〜2002年、以後不定期で新作放映）から発売されたDVDシリーズについて述べる。

## 概要
『水曜どうでしょう』が「一生どうでしょう」する作業のひとつ。「水曜どうでしょうDVD全集」と称されたDVDシリーズである。テレビで放送されたものに未公開シーンが加えられる他、話の流れからそれる話題などをまとめた「特典映像」や「シークレット映像」（第14弾は未収録）なども収録されている。副音声には、ディレクター陣及び鈴井貴之・大泉洋による、番組の裏話や思い出話中心のフリートークが収録されている。
第1弾「原付ベトナム縦断」以降、番組開始時の企画から順を追って発売された。レギュラー放送終了後の新作については、「激闘!西表島」までは放送直後にDVD化され、それ以後はレギュラー時代の放送分消化まで棚上げとなった。近年では1年に約2本ペースで製作・販売されており、2017年リリースの第27弾をもってレギュラー時代分のDVDリリースは終了。2017年6月までのシリーズ累計出荷枚数は449万枚、2021年2月には第30弾の発売初日に累計500万枚を突破した。
第29弾「原付日本列島制覇」からはハイビジョン制作になったのに伴い、Blu-ray版も発売される。
エンディングは樋口了一の「1/6の夢旅人2002」及び、「1/6の夢旅人」。

### 前枠・後枠
第2弾等では本編の前枠・後枠の他に、DVD用の前枠と後枠がついており、鈴井・大泉が企画に関連した衣装で登場し、近況報告や企画内容の紹介をしている。ただし、第15弾以降では収録されていない。未収録に関しては、ディレクターの藤村忠寿が「DVDでは特に枠を使って説明することはない」「毎回やろうとすると形骸化する」という方針を持っており、「思いついた時にやる」「本編と関係ない内容でも構わない」というスタンスが近年強くなっている。そのため、レギュラー放送が終了している関係もあり、近況報告などの話題になることが多い。また、初期の作品を収録したDVDにおいては「言い訳コーナー」と位置づけられており、出演陣から「つまらないと思うが」「このDVDは一回見たらタンスで保管して下さい」などという言葉があった。
この部分はENGを用いて撮影しており、映像と音声の技術スタッフが撮影に立ち会う。藤村および嬉野雅道はディレクターとして立ち会うが、第14弾収録時は嬉野が実家に帰省したために初めて欠席した。

### 販売ルート
北海道内ではHTBショップやローソンにおいて店頭販売が行われているが、道外では原則としてローソンのLoppiを利用した予約販売（発売から一定期間経過後は取り寄せ）か、北海道テレビ放送が運営する「HTBオンラインショップ」での通信販売のみとなっている。なお予約者には初回特典としてポストカードが付くことが恒例となっていたが、第16弾からは「どうでしょうフィギュア」に変更となることが発表された。ポストカードの中身は、第7弾までは番組中で使用されたイラスト（BgBee作）、第8弾からは出演陣が描いたイラストを印刷したものとなった。実質的にローソン専売であるため、公式サイトではDVDを購入することを「青屋敷への討ち入り」と呼んでいる。

### 副音声
各DVDの第一回目の企画についてはディレクター陣のみ、その後はゲスト（鈴井及び大泉。安田顕・音尾琢真出演企画では安田・音尾が加わる場合がある）を1名迎えて、番組の裏話や思い出話中心のフリートークが収録されている。長らく4人での収録は実現していなかったが、第24弾の最終夜で初めて全員揃っての収録が実施されている。第30弾では全国の劇場とストリーミング配信で副音声収録現場の公開生中継が2020年11月14日に行われた。

### 特典映像・シークレット映像等
基本は本編未収録映像等だが、『どうでしょう祭』等番組に関連する他映像もこの枠で収録されている。
「シークレット映像」は第22弾までは隠しコマンドを特定場面で入力しなければ視聴できなかったが、第23弾以降は特典映像のメニュー場面から視聴できる。また第18弾等ではHTBの「Yumechika Records」所属のアーティストが発売した曲のPVを紹介する『music from HOKKAIDOU』も特典とは別に収録されている。第29弾のBlu-ray版には映像特典の一つとして、オフショット写真集も収録される。
また、第10弾からは藤村と嬉野が声優として出演するオープニングアニメが制作、収録されている。第29弾では2人に加え、神谷浩史、小野大輔、下野紘も出演している。

## タイトル一覧
| Vol.   | タイトル                                                                                         | 発売日         | ディスク規格 | 枚数  | 収録時間 | オリコン順位 | 初週売上枚数 | 予約特典                                                         |
| ------ | ------------------------------------------------------------------------------------------------ | -------------- | ------------ | ----- | -------- | ------------ | ------------ | ---------------------------------------------------------------- |
| 第1弾  | 原付ベトナム縦断1800キロ                                                                         | 2003年3月5日   | DVD          | 2枚組 | 264分    |              |              | ポストカード                                                     |
| 第2弾  | サイコロ1 粗大ゴミで家を作ろう 闘痔の旅                                                          | 2003年5月1日   | DVD          | 1枚   | 167分    |              |              | ポストカード                                                     |
| 第3弾  | サイコロ2 〜西日本完全制覇〜 オーストラリア大陸縦断3,700キロ                                     | 2003年11月5日  | DVD          | 1枚   | 188分    |              |              | ポストカード                                                     |
| 第4弾  | サイコロ3 〜自律神経完全破壊〜 前編/後編 完全版                                                  | 2004年6月30日  | DVD          | 2枚組 | 235分    |              |              | ポストカード                                                     |
| 第5弾  | 北海道212市町村カントリーサインの旅 宮崎リゾート満喫の旅 韓国食い道楽サイコロの旅                | 2005年3月23日  | DVD          | 2枚組 | 298分    |              |              | ポストカード                                                     |
| 第6弾  | ジャングル・リベンジ 6年間の事件簿!今語る!あの日!あの時! プチ復活!思い出のロケ地を訪ねる小さな旅 | 2005年9月21日  | DVD          | 2枚組 | 322分    | 1位          |              | ポストカード                                                     |
| 第7弾  | ヨーロッパ21ヵ国完全制覇                                                                         | 2006年6月21日  | DVD          | 2枚組 | 288分    |              |              | ポストカード                                                     |
| 第8弾  | 激闘!西表島                                                                                      | 2007年3月21日  | DVD          | 2枚組 | 302分    |              |              | ポストカード                                                     |
| 第9弾  | 北海道212市町村カントリーサインの旅II サイコロ4 〜日本列島完全制覇〜                             | 2007年9月26日  | DVD          | 2枚組 | 211分    |              |              | ポストカード                                                     |
| 第10弾 | 東京2泊3日70km マレーシアジャングル探検                                                          | 2008年5月14日  | DVD          | 2枚組 | 242分    |              |              | ポストカード                                                     |
| 第11弾 | 桜前線捕獲大作戦 十勝二十番勝負 サイコロ5 〜キングオブ深夜バス〜                                 | 2009年4月15日  | DVD          | 2枚組 | 235分    | 1位*         | 8.3万枚      | ポストカード                                                     |
| 第12弾 | 香港大観光旅行 門別沖釣りバカ対決 北極圏突入 〜アラスカ半島620マイル〜                           | 2009年10月28日 | DVD          | 2枚組 | 305分    | 1位          |              | ポストカード                                                     |
| 第13弾 | 日本全国絵ハガキの旅 シェフ大泉 車内でクリスマス・パーティー 東北2泊3日生き地獄ツアー            | 2010年3月24日  | DVD          | 2枚組 | 182分    | 1位          |              | ポストカード                                                     |
| 第14弾 | クイズ!試験に出るどうでしょう 四国八十八ヵ所 釣りバカ対決 氷上わかさぎ釣り対決                   | 2010年9月22日  | DVD          | 2枚組 | 250分    | 1位*         | 7.4万枚      | ポストカード                                                     |
| 第15弾 | アメリカ合衆国横断                                                                               | 2011年3月23日  | DVD          | 2枚組 | 245分    | 1位*         | 6.7万枚      | ポストカード                                                     |
| 第16弾 | 72時間!原付東日本縦断ラリー シェフ大泉 夏野菜スペシャル                                          | 2011年10月5日  | DVD          | 2枚組 | 288分    | 1位*         | 7.5万枚      | フィギュア根付ストラップ「どうでしょう農園開墾予定地看板」       |
| 第17弾 | ヨーロッパ・リベンジ                                                                             | 2012年3月21日  | DVD          | 2枚組 | 280分    | 1位          | 6.7万枚      | フィギュア根付ストラップ「メルヘン街道の窓がちょっと開いたドア」 |
| 第18弾 | ゴールデンスペシャル サイコロ6 onちゃんカレンダー 30時間テレビの裏側全部見せます!                | 2012年10月10日 | DVD          | 2枚組 | 289分    | 1位*         | 6.0万枚      | フィギュア根付ストラップ「花輪」                                 |
| 第19弾 | 試験に出るどうでしょう 石川県・富山県 四国八十八ヵ所II                                           | 2013年3月27日  | DVD          | 2枚組 | 269分    | 1位          | 7.6万枚      | フィギュア根付ストラップ「般若のループタイ」                     |
| 第20弾 | 原付西日本制覇 今世紀最後の水曜どうでしょう                                                      | 2013年10月30日 | DVD          | 2枚組 | 258分    | 1位*         | 8.4万枚      | フィギュア根付ストラップ「姫だるま 想像図Ver」                   |
| 第21弾 | リヤカーで喜界島一周 釣りバカ対決!わかさぎ釣り2                                                  | 2014年6月18日  | DVD          | 2枚組 | 279分    | 1位*         | 7.1万枚      | フィギュア「団結のぼり」                                         |
| 第22弾 | 中米・コスタリカで幻の鳥を激写する! 前枠・後枠 傑作選                                            | 2015年1月14日  | DVD          | 2枚組 | 248分    | 1位*         | 6.3万枚      | フィギュア「大ケツァール展看板」                                 |
| 第23弾 | 対決列島 〜甘いもの国盗り物語〜                                                                  | 2015年9月16日  | DVD          | 2枚組 | 277分    | 1位*         | 7.4万枚      | フィギュア「対決列島 お触れ看板」                                |
| 第24弾 | ユーコン川160キロ 〜地獄の6日間〜                                                                | 2016年3月30日  | DVD          | 2枚組 | 235分    | 1位*         | 6.7万枚      | フィギュア根付ストラップ「虫よけスプレー」                       |
| 第25弾 | 5周年記念特別企画 札幌～博多 3夜連続深夜バスだけの旅 試験に出るどうでしょう 日本史               | 2016年10月26日 | DVD          | 2枚組 | 278分    | 1位*         | 5.5万枚      | ボールチェーン付フィギュア「直角」                               |
| 第26弾 | 四国八十八ヵ所III 日本全国絵ハガキの旅2                                                          | 2017年3月29日  | DVD          | 2枚組 | 272分    | 1位*         | 5.4万枚      | ボールチェーン付フィギュア「太陽」                               |
| 第27弾 | 釣りバカグランドチャンピオン大会 屋久島24時間耐久魚取り対決 一挙公開!!未公開VTR&NG集!            | 2017年10月26日 | DVD          | 2枚組 | 184分    | 1位*         | 5.2万枚      | ボールチェーン付フィギュア「紅白帽（紅白いずれか）」             |
| 第28弾 | ヨーロッパ20ヵ国完全制覇 完結編                                                                  | 2018年10月24日 | DVD          | 2枚組 | 240分    | 1位*         | 5.2万枚      | フィギュアストラップ「"EURO21"Tシャツ」                          |
| 第29弾 | 原付日本列島制覇                                                                                 | 2020年2月19日  | DVD          | 3枚組 | 320分    | 1位          | 4.6万枚      | フィギュア根付ストラップ「赤ヘル」                               |
| 第29弾 | 原付日本列島制覇                                                                                 | 2020年2月19日  | Blu-ray Disc | 1枚   | 324分    | 1位          | 4.6万枚      | フィギュア根付ストラップ「赤ヘル」                               |
| 第30弾 | 水曜どうでしょうザ・ベスト（偶数）                                                               | 2021年2月17日  | DVD          | 2枚組 | 198分    | 1位          | 1.5万枚      | フィギュア根付ストラップ「お辞儀onちゃん」                       |
| 第30弾 | 水曜どうでしょうザ・ベスト（偶数）                                                               | 2021年2月17日  | Blu-ray Disc | 1枚   | 200分    | 1位          | 1.4万枚      | フィギュア根付ストラップ「お辞儀onちゃん」                       |
| 第31弾 | 水曜どうでしょうザ・ベスト（奇数）                                                               | 2021年10月6日  | DVD          | 2枚組 | 209分    | 1位          | 1.1万枚      | フィギュア根付ストラップ「金の福助」                             |
| 第31弾 | 水曜どうでしょうザ・ベスト（奇数）                                                               | 2021年10月6日  | Blu-ray Disc | 1枚   | 213分    | 1位          | １.1万枚     | フィギュア根付ストラップ「金の福助」                             |
| 第32弾 | 初めてのアフリカ                                                                                 | 2022年4月13日  | DVD          | 3枚組 | 321分    | 1位          | 1.4万枚      | アフリカ訪問記念タオル（DVD/BD特典仕様）                         |
| 第32弾 | 初めてのアフリカ                                                                                 | 2022年4月13日  | Blu-ray Disc | 1枚   | 325分    | 1位          | 1.3万枚      | アフリカ訪問記念タオル（DVD/BD特典仕様）                         |
| 第33弾 | 四国R-14                                                                                         | 2023年4月26日  | DVD          | 2枚組 | 196分    | 1位          | 0.9万枚      | 四国R-14 特製ハンドタオル                                        |
| 第33弾 | 四国R-14                                                                                         | 2023年4月26日  | Blu-ray Disc | 1枚   | 200分    | 1位          | 1.1万枚      | 四国R-14 特製ハンドタオル                                        |
| 第34弾 | 北海道で家、建てます                                                                             | 2024年4月24日  | DVD          | 3枚組 | 337分    |              |              | ボールチェーン付フィギュア「〇どヘルメット」                     |
| 第34弾 | 北海道で家、建てます                                                                             | 2024年4月24日  | Blu-ray Disc | 1枚   | 339分    |              |              | ボールチェーン付フィギュア「〇どヘルメット」                     |
| 第35弾 | 21年目のヨーロッパ21ヵ国完全制覇                                                                 | 2025年4月23日  | DVD          | 2枚組 | 207分    |              |              | EURO21Ｔシャツアクリルキーホルダー（グリーン）                   |
| 第35弾 | 21年目のヨーロッパ21ヵ国完全制覇                                                                 | 2025年4月23日  | Blu-ray Disc | 1枚   | 209分    |              |              | EURO21Ｔシャツアクリルキーホルダー（グリーン）                   |

## DVD製作スタッフ
- プロジェクトプランニング（ラインプロデュース） - 四宮康雅・福屋渉（第1 - 13弾）／瀬川秀利・明田晋弥・山本史彦（第14弾 - ）
- プロデュース - 岡仁子・伊藤美千代・田中隆志・石坂豊・橋谷俊・佐賀富由美・熊谷恵利加・阿部直美・品田純
- オーサリングディレクション - 福嶋公司・手塚大介（d.cast）・山崎康世（d.cast）
- オーサリング - パナソニック株式会社（旧・松下電器産業）（第1弾 - 第16弾）／パナソニックAVCディスクサービス株式会社（第17弾 - ）
- 編集 - 藤村忠寿・嬉野雅道・佐野良太（第17弾 - ）
- 音響効果 - 工藤哲也（FIXE）
- 音楽 - 西岡俊明・高橋伸哉（FIXE）
- MA[12] - 綾智樹・宮田友紀子（FIXE）
- 美術 - BgBee
  - タイトル題字を書いた人 - 浜田次朗
  - デザイン全体を統括した人 - 富樫宏史
  - CGを作った人 - 前田育宏・松尾祐介・長谷川卓也
  - DTPの人 - 阿部友絵・山崎耕司・久保田紀仁
  - アートディレクション - 坂谷ゆう子
  - ジャケット画 - 松村裕美・高村恵
  - いつも手伝ってくれる人 - 松田仁・小間里美・福島さやか・小松慶子・加藤清美・吉谷美里・柴田有弓・辻尚子・福島光治・久我直哉・近江真希・今井敏江・竹内美帆・堀川誠
  - DTPを統括した人 - 清水環・藤井英之
- 予告編音楽制作（第10弾 - ）
  - 本間昭光 / ブルーソファ
- CI映像アニメーション制作
  - 高坂希太郎 / 三好紀彦・佐藤美樹（第10弾）
  - FROGMAN / 蛙男商会・株式会社ディー・エル・イー（第11弾）
  - LAPTHOD（第12弾）
  - Production I.G（第13弾 - 第17弾）
  - WIT STUDIO（第18弾 - ）

## その他
水曜どうでしょうビデオ
DVDシリーズ発売開始の3年前である2000年には、番組初の映像作品としてVHSビデオソフト『水曜どうでしょうビデオ』を数量限定生産で発売。第1弾として「サイコロ1 完全版」、2001年には第2弾として「四国R-14 ディレクターズ・カット版」が発売され、当初はシリーズ化される構想もあったが、この2本のみでナンバリングは終了した。
「サイコロ1」についてはDVD第2弾に「サイコロ1 完全版」として同内容のものが収録され、特典映像として「『水曜どうでしょうビデオ』用の前枠・後枠」が収録。「四国R-14」も2023年にDVD/Blu-ray化が行われた。
販売計画
リリース開始当初“30本を10年”という目論見で発売予定を立てていたが、現在は年間1、2本のペースで製作されていることから、予定よりは大幅に遅延している。2009年以降は年2本ペースのリリースが確立（3月頃・10月頃の発売）、慣習化した。
初期の放送VTR、その中でも特に前枠・後枠に関してはマスターテープからの編集が不可能だったため、劣化した放送ソースを用いてVTRが制作され、字幕テロップ・キャプション部分などの再制作（現在のフォントや表示スタイルとは異なるため）にも時間を要していた。現在は藤村自身が公式サイト上の日記内で「マスターテープを最初から見返しながら編集している」と述べている。また、藤村が「デジタル編集機の操作を覚えるのがめんどくさい」との理由から、第10弾まではアナログ編集機（ビデオテープベース）による編集を行っていたが、HTBからアナログ編集機が撤去された関係で、第11弾からはデジタル編集機によるノンリニア編集に移行した（2008年10月7日付の公式サイト日記による）。
公式サイトにて、藤村は「今後DVDは『すべての企画を網羅する』ことを目指して編集を続けます。『すべて』です」とコメントを残した。実際、現在放映中の「Classic」では放送されていない初期のパブリシティ企画（「宮崎リゾート満喫の旅」など）や、諸般の問題のため現在テレビで視聴することが不可能となっているもの（「拉致」が表現される「桜前線捕獲大作戦」や、法律に触れる行動が問題化した「原付西日本制覇」など）も、企画によっては一部カットし、パッケージ化された。レギュラー放送分は、基本的に、第一回にあたる「サイコロ1」から時系列で順にリリースされ、初期企画・総集編を除けば「第1回水曜どうでしょうカルトクイズ世界大会」以外全ての企画がDVD化された。
レギュラー放送が終了した2003年以降の企画は、まず2005年の「激闘!西表島」までが市販映像化された。2007年の「ヨーロッパ20ヵ国完全制覇 〜完結編〜」については2007年2月26日の藤村の日記において、「すぐにDVD化するつもりはない」と表明。後に、レギュラー放送分のリリースが終了した後の2018年10月24日にDVD化している。
収録時間
収録する企画を先に決めた後で編集に取り掛かるので、思いのほか時間が長くなることがある（4時間 - 5時間超）。この他、第6弾までは最大でも1企画あたりディスク1枚に収録が可能であったが、第7弾の「ヨーロッパ21ヶ国完全制覇」は10週に及ぶ長期企画だったことも関係し、単一企画の収録ながら288分という長尺となった。また、製作段階では3枚組になる恐れがあったものの、結果的に回避されている。
売上実績
売上面においては第1弾が初回プレス分の47,000枚を完売したが、その後も売上枚数は増加傾向にある。第5弾まではオリコンDVDチャートにおいても上位にランクインしていたが、第6弾以降は「通販のみなど特殊なルートで販売されたものはランキングの対象外」となり、一時チャートの集計対象外とされていたが、第11弾から再びローソンがランキング調査対象店に加えられたことで、同作で地方局制作のバラエティ番組では初となる週間チャート1位を獲得した。この後も第14弾、第15弾、第16弾とチャート首位を獲得し、地方局制作バラエティー史上初の連続3作（通算5作）総合首位を記録している。
DVD-BOX
第5弾の販売と同じくして、「水曜どうでしょうDVDコンプリートBOX VOL.1」が発売された。第1弾から第5弾までの5作品が専用ケースに入れられたもので、以降は5作品が発売されるごとにBOX化が行われている。なお、専用の収納ケースは単体購入が可能となっている。
副音声収録生中継
2021年11月に発売予定の第31弾「水曜どうでしょうザ・ベスト（奇数編）」の副音声収録現場をライブビューイング&ストリーミング配信で公開生中継するイベントが、2020年11月に全国の映画館にて開催された。イベントには大泉、鈴井、藤村、嬉野が出演。前回の好評を得て、2021年6月27日には第2弾が開催されることになった。